# Epalinges
Épalinges (antiguamente en alemán Späningen) es una comuna suiza del cantón de Vaud, situada en el distrito de Lausana. Limita al norte, este y sur con la comuna de Lausana, y al oeste con Le Mont-sur-Lausanne.
Hasta el 31 de diciembre de 2007 la comuna formó parte del círculo de Pully.